# Thunderbirds
Thunderbirds (oficiálním názvem United States Air Force Thunderbirds; česky „Bouřňáci“) je název oficiální předváděcí letky Letectva Spojených států amerických sídlící na Nellisově letecké základně ve městě Las Vegas, ve státě Nevada. Tato letka se účastní řady leteckých dnů jak po celých Spojených státech tak i v zahraničí, přičemž stěžejními prvky jejich programu jsou lety v těsné formaci a sólové akrobatické ukázky ve specificky pomalovaných proudových letadlech. Název letky byl inspirován mytologickým stvořením s tělem ptáka, objevujícího se v bájích severoamerických Indiánů.
Příslušníci s důstojnickou hodností slouží u této letky po dobu dvou let, ostatní technický personál pak od tří do pěti let. Každý rok dochází k obměně přibližně poloviny celého týmu - z tohoto důvodu se letka účastní maximálně 88 leteckých akcí, aby měla dostatek času vycvičit a začlenit nově příchozí členy.
Hlavní náplní Thunderbirdů jsou sice letové ukázky, jako řádná součást bojových sil USAF však mohou být v případě potřeby využiti i v ostrém boji. V současnosti (2012) patří k výzbroji letky šest stíhaček F-16C a dvě F-16D. Od 15. února 1974 je letka Thunderbirds podsložkou 54. křídla (54th Wing) sídlícího na již zmíněné Nellisově letecké základně.

## Typy letadel
- Republic F-84G Thunderjet (1953)
- Republic F-84F Thunderstreak (1954–1955)
- North American F-100 Super Sabre (1956–1963)
- Republic F-105 Thunderchief (1964)
- North American F-100 Super Sabre (1964–1968)
- McDonnell F-4 Phantom II (1969–1973)
- Northrop T-38 Talon (1974–1982)
- General Dynamics F-16 Fighting Falcon (od 1983)